# 三ない運動
三ない運動（さんないうんどう）は、日本において1970年代後半から1990年代にかけて行われた教育運動のひとつ。正式名称は高校生に対するオートバイと自動車の三ない運動（こうこうせいにたいするオートバイとじどうしゃのさんないうんどう）で、高校生によるオートバイ（第1種原動機付自転車を含む）ならびに自動車の運転免許証取得・車両購入・運転を禁止するため、「免許を取らせない」「買わせない」「運転させない」というスローガンを掲げた日本の社会運動のことである。

## オートバイと自動車の三ない運動
日本各地の高等学校では、1970年代後半から1990年代にかけて盛んに実施されていた。地域によっては、これらのスローガンに「車に乗せてもらわない」を加えた「四ない運動」、さらに「親は子供の要求に負けない」を加えた「四プラス一ない運動」「四ない運動プラス一」などの名称で呼ばれた。

### 1980年代ごろ
1980年代に、バイクブームに伴って増加した交通事故件数や、全国各地で増えた暴走族による危険走行や騒音によって「バイクは危険な乗り物、暴走族の乗り物」といった、オートバイに対する否定的なイメージが社会に広まった。そこで1982年（昭和57年）、社団法人全国高等学校PTA連合会（以下、高P連）は高校生の生命を尊重する観点から、仙台大会にて「オートバイの免許を取らせない」「オートバイに乗せない」「オートバイを買わせない」という「三つの指針」を掲げた「三ない運動」を推進することを決議した。
しかし、日本国政府はもともと「三ない運動」に批判的であった。1971年（昭和46年）に、当時の総理府交通安全対策室は、アメリカ合衆国で高等学校の正課授業において実施されている運転者教育を手本に、日本の高等学校にも、自動車の運転に関する交通安全教育を取り入れることの可能性について研究し、報告書を発表している。
一方、文部省（当時）も、学習指導要領に存在しない「三ない運動」を容認しない立場から、1980年代になると、交通安全教育を管轄する体育局において、高校生のオートバイ利用に対応した交通安全指導書の整備を積極的に図るようになる。これらの成果から、文部省は1989年（平成元年）9月、高校の正課授業において、将来的に運転免許証取得に関する科目を導入する構想を発表するに至った。学科教習を高校内で行い、技能教習を既存の自動車教習所に委託するというのが構想の内容であった。

### 1990年代ごろ
1980年代後半から1990年代前半にかけての「第二次交通戦争」において、「三ない運動」の事故予防効果が疑われるようになると、運動を廃止して、高校にオートバイの安全運転指導を導入しようという機運が高まるようになる。
かつて「四プラス一ない運動」が激しく展開された神奈川県では、1990年4月にこれを廃止し「かながわ新運動」へ方針転換した。この「かながわ新運動」では、高校生を「車社会の一員」であると規定した上で、生徒に対する運転免許証取得や、バイク運転規制の全面撤廃、運転免許証取得者に対する神奈川県警察の実技講習会「ヤングライダースクール」への参加促進、学校での交通安全教育の体系化推進、そして生徒の免許取得実態の把握などを掲げている。
こうした時勢の変化を受け、高P連の姿勢にも転換が見られはじめ、1990年（平成2年）8月の全国大会では「地域の実情に応じた運動」を附帯決議として採択した。さらに1992年（平成4年）の全国大会では「学校の立地条件等の特別な理由で正しく処置されたものに対する許可」という項目を決議文に追加することとなった。
1994年（平成6年）5月に、福島県でバイクを運転中の高校生が、生徒指導教員の取り締まりの車に追われ、逃走中に事故死した事件が問題となり「三ない運動」に対する社会的批判が一層高まることとなった。これにより、同年9月18日、当時の高P連会長は『毎日新聞』の紙上で、個人的見解としながらも「三ない運動」全国決議の廃止を表明した。
バイクメーカーでは、本田技研工業は1986年（昭和61年）から、徳島県の生光学園中学校・高等学校と安全運転教習を共同で行っている。本田技研工業の創業者である本田宗一郎は、生前の著書『私の手が語る』にて「教育の名の下に高校生からバイクを取り上げるのではなく、バイクに乗る際のルールや危険性を十分に教えるのが、学校教育ではないのか」として、三ない運動を批判している。
彼の考えは本田首脳陣に引き継がれ、後年同社会長および自工会会長を務めた池史彦は、2015年（平成27年）7月23日の日本自動車工業会会長在任中に「高校生の入学説明会で、高校生にバイクは不要というビラを配る県がある。そういう県の主張は、高校生の事故はないということだけだが、（在学中の）3年間の事故だけが減っているということで、高校生が自転車に乗るとき、（卒業して社会人になって）自動車に乗るときはどうだ、ということは思考停止している。ものすごい危機感はある」と、名指しこそ避けたものの、三ない運動を推進する埼玉県の状況について批判している。また、2018年6月にホンダの社長に就任した八郷隆弘は、1982年には328万台だった日本の二輪車市場が2018年には1⁄8にまで減少した大きな要因として「高校生の三ない運動」が大きく影響していると考え、「心身ともに柔軟な高校生のうちから交通法規を学び、安全やマナー、スキルの向上へとつなげて頂くことが重要」「国からの許認可事業とはいえ、行政に対し主張すべきことは主張していかなければ、市場はさらに危機に瀕していく」と述べている。
政治家では、バイク愛好家で知られる元衆議院議員の笹川尭も愛好家の観点から運動を批判していた。この他にも、笹川の三男で衆議院議員を務める笹川博義は、群馬県議会議員時代に「三ない運動」を廃止して、モータースポーツを学校教育に取り入れることを提唱している。
一方、交通経済学の側からも、通学のためといえども、赤字不採算の公共交通機関を、行政の補助金を割いてまで維持すべきではないとする観点から、「三ない運動」を撤廃の上、オートバイを高校生の通学手段として積極的に活用すべきであるとする考え方が、1990年代から提起されている。
1997年（平成9年）8月、高P連大会において「三ない運動」は、「全国決議文」から、単位PTAに対する拘束力のより弱い「宣言文」へと扱いが変わった。これによって「三ない運動」は、各校の裁量で存廃が決められる体制に転換することとなり、文中では、地域の実情に応じた高校への「運転者教育」受け入れが掲げられるなど、高校生のオートバイ利用を容認する傾向が明確となった。
内閣府共生社会政策担当（旧・総務庁交通安全対策室）および文部科学省は、これらの動きや全国各地の「二輪車教育指定校」に指定された高等学校での成果から、将来的にはPTAに対して、「三ない運動」を完全に撤廃させることを目標としている。

### 2000年代以降
2012年（平成24年）の高P連大会では、前述の宣言文は出されず、今後は自転車や歩行者での立場も含めたマナーアップ運動に衣替えすることが発表され、三ない運動は事実上の終焉を迎えた。これを受けて徐々に運動見直しの機運が高まったが、一方で運動見直しの是非を巡って行政と教育現場の対立もあった。一例として広島県では、県議会議員による「三ない運動」の見直しに関する質問に対し、教育長が「三ない運動の趣旨に賛同し」「（行政）指導を行っている」として、バイクでの死傷者も減少しているとの回答を行い、見解の相違がみられた。
その後、2017年（平成29年）には、高P連による全国一律での「三ない運動」の実施は完全に終了した。

## 都道府県ごとの事例

### 群馬県の事例
群馬県では、車社会から遠ざける結果となっているため「交通安全教育が必要」とする群馬県警察と、運動により「バイクでの死傷者が減っている」と主張する群馬県教育委員会との対立がみられたが、2015年（平成27年）には新たな自動二輪車に関する指導方針を定めて「三ない運動」を廃止するに至った。

### 埼玉県の事例
埼玉県の公立高等学校では、1981年に「三ない運動」をスタート、県立高校や私立高校では無断で運転免許証を取得した生徒に対して、戒告・謹慎・停学・退学の4段階による懲戒処分を言い渡す厳しい指導を行ってきた。しかしその後の個人情報保護の流れにより、生徒の運転免許証取得状況を正確に把握することはできなくなり、直接確認されたり大事故により運転している事実が表面化しない限り、懲戒処分を下すことはできなくなった。また埼玉県では2016年度まで、公立高校の入学時に『高校生活にバイクは不要』の入学説明資料を配布していた。
なお、埼玉県内の二輪車事故は、2000年代と2010年代では、300件から100件程度に大きく減少しているものの、高校生のバイク事故による死亡者数は、依然として1～8人の数で推移している。
2018年（平成30年）2月9日に「自動二輪車等の交通安全に関する検討委員会」から、「三ない運動」に代わる指導要領の制定、運転免許証の届出制の導入、交通安全運動の推進等の提言をまとめた報告書が、埼玉県教育委員会に提出され、1981年から続いた「三ない運動」は終了した。

### 京都府の事例
京都府では1970年代後半から、PTAにより全国で行われた「バイクの3ない運動」に加え、これに「子どもの要求に負けない」や「乗せてもらわない」を追加した「4ない運動プラス1」運動を行っている。
2011年（平成23年）10月には、京都府立久美浜高等学校（京丹後市）において、2007年（平成19年）に同市で発生した乗用車と高校生が運転するオートバイとの接触事故や、高校生による深夜の無断運転事案を踏まえ、全生徒に対し緊急集会を行い指導を行っている。
またPTA連合会南山城ブロックでも「3ない運動」や「4ない運動プラス1」を推進する啓発活動を行っており、2014年（平成26年）においても各学校で啓発標語を募集するなどの活動が行われている。
京都府立桂高等学校（京都市）において全学年の保護者を対象に行われた「学校評価アンケート集計報告」では、「『4ない運動プラス1』など高校がバイクの免許取得や乗車を禁止することは当然だと思う」の設問に対し、2020年（令和2年）の調査では「肯定的回答：78%、否定的回答：13%、わからない：9%」、2022年（令和4年）の調査では「肯定的回答：67%、否定的回答：21%、わからない：11%」
という結果であり、保護者からも多くの賛同を得ている。

### 広島県の事例
広島県では、国旗・国歌や道徳教育の扱いなどで広島県教育委員会と激しく対立していた広島県教職員組合や部落解放同盟広島県連などの左派系団体も、三ない運動に対しては賛同・協力する姿勢を取っていた。
公明党の石津正啓が、2017年の県議会で、全国高等学校PTA連合会が2012年からこの運動を前面に掲げていないこと、2014年の文部科学省の調査で全国の教育委員会のうち半数以上がこの運動を推奨していないこと、埼玉県教育委員会で廃止を含めて検討されていることなどを例に挙げ、三ない運動の見直しに関する質問をしたところ、「運動の趣旨に賛同し、原則バイク免許取得禁止などの指導を行った結果、1995年と2015年の比較で、高校生のバイク事故件数が276件から35件に、死者数が10人から0人に減少するなどの大きな成果が上がっている。今後については、校長会、PTA連合会、警察等と協議する場を設けて検討したい」とする答弁を、広島県教育委員会教育長が行った。
広島県の公立高等学校全日制在籍者は、バイクに限らず運転免許証の取得が禁じられているが、指定自動車教習所への入校については、「運転免許取得の必要性や理由が妥当」「進路先が決定又は内定し、教科の欠点や補充等がない」「自動車教習所への入校が3年生2学期期末試験終了日以降」などの条件を満たし、免許の取得を卒業式以降とすることで可能となっている。これに従わず、高校に無断で自動車教習所へ入校または運転免許を取得した場合は、特別指導の対象とするとともに、希望する進路先への推薦を行わない場合があるとしている。

### 和歌山県の事例
和歌山県高等学校PTA連合会の意向を受け、1980年に「高等学校生徒運転免許指導要領」を定めた。法令上は運転免許取得が可能であっても、原則として県立高等学校在学中は運転免許を取得させないこととして、各学校で指導を行ってきた。しかしその後40年以上が経過し、成年年齢の18歳引き下げや、全国的にも運転免許指導の変化も見られることから、2023年3月31日付で「高等学校生徒運転免許指導要領」を廃止した。

### 「三ない運動」が起きなかった地域
先述の活発な地域に対して山梨県では三ない運動が起きず、県内のほぼ全域で高校生のバイク通学が許可されている。山梨県教育庁によると全日制の県立高校28校のうち26校で原付免許の取得を容認しており、このうち6校が規制なしとなっている（19校が条件付許可、1校は不明）。定時制過程では普通自動二輪での通学も許可しているところもあり、免許取得率は2015年から2019年までの5年間で3回にわたり全国1位である。

### 暴走族経験者からの批判
若い頃に暴走族「横浜連合鶴見死天王」を率い、その人脈を活かして笠倉出版社の雑誌『チャンプロード』創刊に携わった経歴を持つ岩橋健一郎は「三ない運動」に対し、高校生以前に小中学生の頃から無免許でバイクを運転するような暴走族にとっては「『免許を取らせない』『買わせない』『運転させない』『でも全く意味はない』」の"四ない運動"だったと評している。

## その他の三ない運動
上記以外にも、「○○しない」「△△しない」「××しない」という否定型のスローガンを3つ掲げて「三ない運動」と称する運動が提唱されることがある。

### 選挙運動
公職選挙法に基づく、以下の「三ない運動」がある。
1. 政治家は有権者に寄付を「贈らない」。
2. 有権者は政治家に寄付を「求めない」。
3. 政治家から有権者への寄付は「受け取らない」。

### 暴力団排除
暴力団の排除を目的とした、暴力団排除条例における「三ない運動」
1. 暴力団を利用しない
2. 暴力団を恐れない
3. 暴力団に金を出さない

の「三ない運動」もある。後に「暴力団と交際しない」を加えた「三ない運動+1（プラスワン）」や、さらに「暴力団事務所を作らせない」を加えた「三ない運動+2（プラスツー）」となった。

### 労働運動
国労・動労がそれぞれの労働学校で、労働組合員を「階級闘争の戦士」に仕立て上げる際に好んで使用した。仕事の遂行に必要なことを含めて敵対労組（鉄労）や管理者に対して次の方針を貫徹する。
1. 何も教えない
2. 何も聞かせない
3. 何も知らない（知る必要は無い）

これは2012年1月に厚生労働省が提示したパワーハラスメントの典型例である、隔離・仲間外し・無視（人間関係からの切り離し）に相当する。